# بيغان (حجة)

تعديل مصدري - تعديل

بيغان هي إحدى قرى عزلة بني علي بمديرية حجة التابعة لمحافظة حجة، بلغ تعداد سكانها 185 نسمة حسب تعداد اليمن لعام 2004.